# بالگردگاه تینیتکیلاک
بالگردگاه تینیتکیلاک (به انگلیسی: Tiniteqilaaq Heliport) یک فرودگاه همگانی است. این فرودگاه در کشور گرینلند قرار دارد.